# テオドール・フィーヴェク
テオドール・フィーヴェク（Theodor Viehweg, 1907年4月30日 - 1988年7月29日）は、ドイツの法学者。

## 生涯
ザクセン州ライプツィヒで裁判官の父の家庭に出生。ライプツィヒの人文主義系のギムナジウムで教育を受け、ミュンヘン大学、ライプツィヒ大学、ベルリン大学で法学と哲学を学び、第一次・第二次国家試験に合格。学位取得後、1934年より司法実務（主として民事裁判の裁判官）に従事したのち、1952年にマインツ大学で教授資格を所得し、1972年に退官するまで法哲学と法社会学の教鞭をとった。一方で、1949年から国際法哲学・社会哲学学会 (IVR) の機関誌『ARSP』(Archiv für Rechts-und Sozialphilosophie) の編集に携わり、途中から1967年までその代表者であった。
1950年代初頭のカール・エンギッシュ、カール・ラーレンツらによる法律学方法論論争を出発点として、アリストテレス、マルクス・トゥッリウス・キケロ、ジャンバッティスタ・ヴィーコらの古代レトリック論を取り入れることで法律学を修辞学的に再構成し、法的判断の新しい論拠づけモデルを構想した。その修辞学的法理論 (rhetorische Rechtstheorie) においては、「問題的思考」（目の前にある具体的な紛争をいかに解決するか）が法的判断にとって決定的に重要であり、裁判官をはじめとする法律家は、大学教育や実務の現場を通して「トポス＝場」（法的判断の指針を検索するため、最初に参照すべき領域）の一覧表を習得し、その修得を通じて法律家固有の「共通感覚＝常識」（センスス・コムニス）を形成する、とされた。